# Довкни (Лидский район)
Довкни (бел. До́ўкні) — деревня в Лидском районе Гродненской области Беларуси. В составе Дубровенского сельсовета.

## География
Ближайшие населённые пункты Колышки, Лида, Малейковщизна, Спорковщизна, Тябы и др.
Недалеко пролегает автомобильная дорога Р-89.

## История
С 1905 года в Лидской волости Лидского уезда Виленской губернии.

## Население

### Численность
- 2009 год — 14 жителей

### Динамика
- 1905 год — 65 жителей — деревня Довкни; 9 жителей — посёлок Довкни (Клышейко)[2]
- 1999 год — 14 жителей (перепись населения)
- 2009 год — 14 жителей (перепись населения)[2]